# Eta Andromedae
Eta Andromedae is een dubbelster van een rode reus en een subreus
op 230 lichtjaar van de zon in het sterrenbeeld Andromeda.